# ریازان
شهر ریازان (به روسی: Рязань) در کشور روسیه و در اوبلاست ریازان (استان زیاران)واقع شده‌است.ریازان پس از مسکو ، وورونژ و یاروسلاول چهارمین شهر پرجمعیت در منطقه مرکزی فدرال است.